# Olešnice (Hradec Králové-i járás)
Olešnice település Csehországban, a Hradec Králové-i járásban. Olešnice Žiželice, Převýšov és Chlumec nad Cidlinou településekkel határos. Lakosainak száma 380 fő (2024. január 1.).

## Népesség
A település lakosságának változását az alábbi diagram mutatja:
| Lakosok száma | 332  | 397  | 500  | 393  | 308  | 288  | 357  | 374  | 380  | 380  |
|               | 1869 | 1890 | 1921 | 1950 | 1980 | 2001 | 2017 | 2019 | 2022 | 2024 |